# Argentinomyia bolivariensis
Argentinomyia bolivariensis är en tvåvingeart som först beskrevs av Fluke 1945.  Argentinomyia bolivariensis ingår i släktet Argentinomyia och familjen blomflugor.
Artens utbredningsområde är Ecuador. Inga underarter finns listade i Catalogue of Life.